# Jean Bastier de La Péruse
Jean Bastier de La Péruse (La Péruse, 1529 – La Péruse, 1554) è stato un poeta e drammaturgo francese.

## Biografia
Nacque nella borgata da cui prese il nome.
Studiò a Parigi al Collège de Boncourt, sotto la guida di Marc-Antoine Muret e dell'umanista George Buchanan.
Nella capitale francese incontrò Ronsard, Baïf, Bellay, Jodelle, oltre a tutti gli uomini colti contemporanei e diventò membro della Brigade, primo nucleo de La Pléiade.
Collaborò alla messa in scena della Cléopâtre captive di Étienne Jodelle, che si effettuò nell'Hotel de Reims, a Parigi nel (1553), alla presenza di Enrico II e Diana di Poitiers.
Il grande successo che Jodelle ottenne con Cléopâtre captive spinse La Péruse a scrivere lui stesso una tragedia, intitolata Médée, ispirata da Seneca ed Euripide. Non fu pubblicata immediatamente, ma fu letta pubblicamente, e consentì a Jean Bastier di meritare il soprannome di Euripide francese.
Nel 1532 Jean Bastier de La Péruse si trasferì a Poitiers per proseguire i suoi studi riguardanti il diritto. Lì frequentò Baif, fece amicizia con il suo editore, Bouchet, e si innamorò di Catherine Cottel.
Nel 1554 la peste si diffuse a Poitiers e quindi Jean Bastier fuggì e ritornò a La Péruse, dove scrisse molte poesie ispirate dalla sua amata, ora lontana.
Successivamente si ammalò anche lui e morì alla fine del 1554.
Scrisse poesie, odi, sonetti, elegie, canzoni d'amore, che furono pubblicate pochi anni dopo la sua morte.
Le sue liriche si caratterizzarono per l'originalità e furono incentrate sul tema dell'amore e sull'immortalità della letteratura.
Il suo amico Ronsard gli rese omaggio dedicando a lui questo poema:
Laisser tes graves jeux

Laisser ta scène vide contre toi hardie

Et de la même voix dont tu aigris les princes

Tombés en déconfort

Tu dois bien annoncer aux étranges provinces

Que la Péruse est mort.»
Lascia i tuoi giochi seri

Lascia il tuo palcoscenico vuoto contro di te con coraggio

E nella stessa voce tu prendi in giro i principi

Caduto nel disagio

Devi annunciare alle strane province

Quel Péruse è morto.»
(Pierre de Ronsard)

## Pubblicazioni
- La Médée, tragédie et autres diverses poésies (1555) in francese
- Les Œuvres de J. de La Péruse avec quelques autres diverses poésies de Cl. Binet (1573)
- Diverses poésies de feu J. de La Péruse (1613)

### Edizioni moderne
- Œuvres poétiques de Jean Bastier de La Péruse, 1529-1554 (1867), ristampa Slatkine, Ginevra 1969
- La Médée, edizione di James A. Coleman, University of Exeter, antologia « Textes littéraires », 1985
- « Médée », testo presentato da Michel Dassonville, in La Tragédie à l’époque d’Henri II et de Charles IX, Enea Balmas e Michel Dassonville (dir.), Firenze, Leo S. Olschki – Parigi, P.U.F., « Théâtre français de la Renaissance », vol. 1, 1989
- Médée, edizione a cura di Marie-Madeleine Fragonard, con gli studi di James C. Coleman, Mugron, editore José Feijóo, « Collection texte », 1990.